# 1805 у літературі

## Народились
- 2 квітня — Ганс Крістіан Андерсен, данський письменник (помер 1875).
- 29 травня — Додашвілі Соломон Іванович, грузинський письменник, просвітитель, громадський діяч, філософ (помер в 1836).

## Померли
- 21 грудня — Мануел Марія Барбоза ду Бокаже, португальський поет (народився 1765).